# Tomáš Kučera (1984)
Tomáš Kučera (* 19. červen 1984) je slovenský fotbalový brankář, který od léta 2014 nemá angažmá. Mimo Slovenska hrál v ČR.

## Klubová kariéra
V roce 2007 se hráč domluvil na kontraktu s Karvinou, kde strávil s výjimkou půlročního hostování v Liptovském Mikuláši dvě sezony. Před jarní částí sezony 2010/11 se domluvil na přestupu s Duklou Praha, s níž se mu podařilo postoupit do 1. české ligy.